# Rhabdochaeta advena
Rhabdochaeta advena är en tvåvingeart som beskrevs av Erich Martin Hering 1942. Rhabdochaeta advena ingår i släktet Rhabdochaeta och familjen borrflugor.
Artens utbredningsområde är Tanzania. Inga underarter finns listade i Catalogue of Life.